# チュクチ自治管区の旗
チュクチ自治管区の旗（チュクチじちかんくのはた）は、青地の旗竿側に白い三角形を配し、そこにロシアの国旗の周りを濃い黄色の円で囲っているラウンデルが描かれているデザインの旗である。縦横比は2:3。
青色はチュクチ族の色であり、チュクチ自治管区内を流れる川も表している。白色は一年の大部分チュクチ自治管区を覆う氷と雪を表している。黄色は太陽、希望、友愛を表している。